# Liste der Lieder von Sabaton
Dies ist eine vollständige Liste der Lieder der schwedischen Heavy-Metal-Band Sabaton.

## Liste
| Jahr | Album                          | Titel                                                   | Lieddauer |
| ---- | ------------------------------ | ------------------------------------------------------- | --------- |
| 2005 | Primo Victoria                 | Primo Victoria                                          | 04:11     |
| 2005 | Primo Victoria                 | Reign of Terror                                         | 03:52     |
| 2005 | Primo Victoria                 | Panzer Battalion                                        | 05:10     |
| 2005 | Primo Victoria                 | Wolfpack                                                | 05:56     |
| 2005 | Primo Victoria                 | Counterstrike                                           | 03:48     |
| 2005 | Primo Victoria                 | Stalingrad                                              | 05:18     |
| 2005 | Primo Victoria                 | Into the Fire                                           | 03:26     |
| 2005 | Primo Victoria                 | Purple Heart                                            | 05:08     |
| 2005 | Primo Victoria                 | Metal Machine                                           | 04:23     |
| 2005 | Primo Victoria                 | The March to War (Instrumental)                         | 01:22     |
| 2005 | Primo Victoria                 | Shotgun                                                 | 03:14     |
| 2005 | Primo Victoria                 | Into the Fire (Live in Falun 2008)                      | 04:08     |
| 2005 | Primo Victoria                 | Rise of Evil (Live in Falun 2008)                       | 08:04     |
| 2005 | Primo Victoria                 | The Beast (Twisted Sister Cover)                        | 03:12     |
| 2005 | Primo Victoria                 | Dead Soldier's Waltz (Instrumental)                     | 01:21     |
| 2005 |                                | 2nd Battalion                                           | 05:20     |
| 2006 | Attero Dominatus               | Attero Dominatus                                        | 03:43     |
| 2006 | Attero Dominatus               | Nuclear Attack                                          | 04:09     |
| 2006 | Attero Dominatus               | Rise of Evil                                            | 08:19     |
| 2006 | Attero Dominatus               | In the Name of God                                      | 04:06     |
| 2006 | Attero Dominatus               | We Burn                                                 | 02:55     |
| 2006 | Attero Dominatus               | Angels Calling                                          | 05:57     |
| 2006 | Attero Dominatus               | Back in Control                                         | 03:14     |
| 2006 | Attero Dominatus               | Light in the Black                                      | 04:52     |
| 2006 | Attero Dominatus               | Metal Crüe                                              | 03:42     |
| 2006 | Attero Dominatus               | Für immer (Doro Cover Song)                             | 04:36     |
| 2006 | Attero Dominatus               | Länga Bollar Pä Bengt (Svenne Rubins Cover Song)        | 02:52     |
| 2006 | Attero Dominatus               | Metal Medley (Live in Falun 2008)                       | 06:12     |
| 2006 | Attero Dominatus               | Nightchild                                              | 05:12     |
| 2006 | Attero Dominatus               | Primo Victoria (Demo Version)                           | 04:11     |
| 2007 | Metalizer (Disc 1)             | Hellrider                                               | 03:42     |
| 2007 | Metalizer (Disc 1)             | Thundergods                                             | 03:47     |
| 2007 | Metalizer (Disc 1)             | Metalizer                                               | 04:06     |
| 2007 | Metalizer (Disc 1)             | Shadows                                                 | 03:28     |
| 2007 | Metalizer (Disc 1)             | Burn Your Crosses                                       | 05:09     |
| 2007 | Metalizer (Disc 1)             | 7734                                                    | 03:41     |
| 2007 | Metalizer (Disc 1)             | Endless Nights                                          | 04:52     |
| 2007 | Metalizer (Disc 1)             | Hail to the King                                        | 03:39     |
| 2007 | Metalizer (Disc 1)             | Thunderstorm                                            | 03:08     |
| 2007 | Metalizer (Disc 1)             | Speeder                                                 | 03:45     |
| 2007 | Metalizer (Disc 1)             | Masters of the World                                    | 04:01     |
| 2007 | Metalizer (Disc 1)             | Jawbreaker                                              | 03:23     |
| 2007 | Metalizer (Disc 1)             | Dream Destroyer                                         | 03:12     |
| 2007 | Metalizer (Disc 1)             | Panzer Battalion (Demo Version)                         | 05:01     |
| 2007 | Metalizer (Disc 1)             | Hellrider (Live in Västerås 2006)                       | 04:25     |
| 2007 | Metalizer (Disc 2)             | Introduction                                            | 00:50     |
| 2007 | Metalizer (Disc 2)             | Hellrider                                               | 03:48     |
| 2007 | Metalizer (Disc 2)             | Endless Nights                                          | 04:49     |
| 2007 | Metalizer (Disc 2)             | Metalizer                                               | 04:25     |
| 2007 | Metalizer (Disc 2)             | Burn Your Crosses                                       | 05:09     |
| 2007 | Metalizer (Disc 2)             | The Hammer Has Fallen                                   | 05:50     |
| 2007 | Metalizer (Disc 2)             | Hail to the King                                        | 04:08     |
| 2007 | Metalizer (Disc 2)             | Shadows                                                 | 03:33     |
| 2007 | Metalizer (Disc 2)             | Thunderstorm                                            | 03:08     |
| 2007 | Metalizer (Disc 2)             | Masters of the World                                    | 04:00     |
| 2007 | Metalizer (Disc 2)             | Guten Nacht (Instrumental)                              | 01:53     |
| 2007 | Metalizer (Disc 2)             | Birds of War                                            | 04:52     |
| 2008 | The Art of War                 | Sun Tzu Says                                            | 00:24     |
| 2008 | The Art of War                 | Ghost Division                                          | 03:51     |
| 2008 | The Art of War                 | The Art of War                                          | 05:09     |
| 2008 | The Art of War                 | 40:1                                                    | 04:11     |
| 2008 | The Art of War                 | Unbreakable                                             | 05:58     |
| 2008 | The Art of War                 | The Nature of Warfare                                   | 01:19     |
| 2008 | The Art of War                 | Cliffs of Gallipoli                                     | 05:52     |
| 2008 | The Art of War                 | Talvisota                                               | 03:32     |
| 2008 | The Art of War                 | Panzerkampf                                             | 05:16     |
| 2008 | The Art of War                 | Union [Slopes of St.Benedict]                           | 04:05     |
| 2008 | The Art of War                 | The Price of a Mile                                     | 05:55     |
| 2008 | The Art of War                 | Firestorm                                               | 03:26     |
| 2008 | The Art of War                 | A Secret                                                | 00:37     |
| 2008 | The Art of War                 | Swedish Pagans                                          | 04:13     |
| 2008 | The Art of War                 | Glorious Land                                           | 03:19     |
| 2008 | The Art of War                 | The Art of War - Pre Production Demos                   | 04:48     |
| 2008 | The Art of War                 | Swedish National Anthem - Live at Sweden Rock Festival  | 02:35     |
| 2008 |                                | Amphibious Battalion                                    | 05:12     |
| 2010 | Coat of Arms                   | Coat of Arms                                            | 03:35     |
| 2010 | Coat of Arms                   | Midway                                                  | 02:29     |
| 2010 | Coat of Arms                   | Uprising (+Musikvideo)                                  | 04:56     |
| 2010 | Coat of Arms                   | Screaming Eagles                                        | 04:08     |
| 2010 | Coat of Arms                   | The Final Solution                                      | 04:57     |
| 2010 | Coat of Arms                   | Aces in Exile                                           | 04:23     |
| 2010 | Coat of Arms                   | Saboteurs                                               | 03:16     |
| 2010 | Coat of Arms                   | Wehrmacht                                               | 04:14     |
| 2010 | Coat of Arms                   | White Death                                             | 04:10     |
| 2010 | Coat of Arms                   | Metal Ripper                                            | 03:51     |
| 2010 | Coat of Arms                   | Coat of Arms (Instrumental)                             | 03:33     |
| 2010 | Coat of Arms                   | Metal Ripper (Instrumental)                             | 03:47     |
| 2010 | Coat of Arms                   | White Death (Instrumental)                              | 04:10     |
| 2012 | Carolus Rex (Disc 1)           | Dominium Maris Baltici (Instrumental)                   | 00:29     |
| 2012 | Carolus Rex (Disc 1)           | The Lion from the North (English version)               | 04:43     |
| 2012 | Carolus Rex (Disc 1)           | Gott mit uns (English version)                          | 03:15     |
| 2012 | Carolus Rex (Disc 1)           | A Lifetime of War (English version)                     | 05:45     |
| 2012 | Carolus Rex (Disc 1)           | 1648 (English version)                                  | 03:55     |
| 2012 | Carolus Rex (Disc 1)           | The Carolean's Prayer (English version)                 | 06:14     |
| 2012 | Carolus Rex (Disc 1)           | Carolus Rex (English version)                           | 04:54     |
| 2012 | Carolus Rex (Disc 1)           | Killing Ground (English version)                        | 04:25     |
| 2012 | Carolus Rex (Disc 1)           | Poltava (English version)                               | 04:04     |
| 2012 | Carolus Rex (Disc 1)           | Long Live the King (English version)                    | 04:10     |
| 2012 | Carolus Rex (Disc 1)           | Ruina Imperii                                           | 03:21     |
| 2012 | Carolus Rex (Disc 1)           | Twilight of the Thundergod (Bonus Track)                | 03:59     |
| 2012 | Carolus Rex (Disc 2)           | Dominium Maris Baltici (Instrumental)                   | 00:29     |
| 2012 | Carolus Rex (Disc 2)           | Lejonet Från Norden                                     | 04:43     |
| 2012 | Carolus Rex (Disc 2)           | Gott mit uns                                            | 03:15     |
| 2012 | Carolus Rex (Disc 2)           | En Livstid i Krig                                       | 05:45     |
| 2012 | Carolus Rex (Disc 2)           | 1648                                                    | 03:55     |
| 2012 | Carolus Rex (Disc 2)           | Karolinens Bön                                          | 06:14     |
| 2012 | Carolus Rex (Disc 2)           | Carolus Rex                                             | 04:54     |
| 2012 | Carolus Rex (Disc 2)           | Ett Slag Färgat Rött                                    | 04:25     |
| 2012 | Carolus Rex (Disc 2)           | Poltava                                                 | 04:04     |
| 2012 | Carolus Rex (Disc 2)           | Konungens Likfärd                                       | 04:10     |
| 2012 | Carolus Rex (Disc 2)           | Ruina Imperii                                           | 03:21     |
| 2012 | Carolus Rex (Disc 2)           | Feuer Frei (Bonus Track)                                | 03:12     |
| 2014 | Heroes                         | Night Witches (+Musikvideo)                             | 03:01     |
| 2014 | Heroes                         | No Bullets Fly (+Musikvideo)                            | 03:38     |
| 2014 | Heroes                         | Smoking Snakes                                          | 03:15     |
| 2014 | Heroes                         | Inmate 4859                                             | 04:26     |
| 2014 | Heroes                         | To Hell and Back (+Musikvideo)                          | 03:27     |
| 2014 | Heroes                         | The Ballad of Bull                                      | 03:53     |
| 2014 | Heroes                         | Resist and Bite                                         | 03:27     |
| 2014 | Heroes                         | Soldier of 3 Armies                                     | 03:38     |
| 2014 | Heroes                         | Far from the Fame                                       | 03:47     |
| 2014 | Heroes                         | Hearts of Iron                                          | 04:28     |
| 2014 | Heroes                         | 7734                                                    | 03:41     |
| 2014 | Heroes                         | Man of War                                              | 03:48     |
| 2014 | Heroes                         | For Whom the Bell Tolls - Metallica Cover (Bonus Track) | 05:23     |
| 2016 | The Last Stand                 | Sparta                                                  | 04:45     |
| 2016 | The Last Stand                 | The Last Dying Breath                                   | 03:26     |
| 2016 | The Last Stand                 | Blood of Bannockburn                                    | 02:57     |
| 2016 | The Last Stand                 | Diary of an unknown soldier                             | 00:52     |
| 2016 | The Last Stand                 | The Lost Battalion                                      | 03:40     |
| 2016 | The Last Stand                 | Rorke's Drift                                           | 03:29     |
| 2016 | The Last Stand                 | The Last Stand                                          | 03:59     |
| 2016 | The Last Stand                 | Hill 3234                                               | 03:31     |
| 2016 | The Last Stand                 | Shiroyama                                               | 03:36     |
| 2016 | The Last Stand                 | Winged Hussars                                          | 03:54     |
| 2016 | The Last Stand                 | The Last Battle                                         | 03:12     |
| 2016 | The Last Stand                 | Camouflage (Bonus Track)                                | 03:56     |
| 2016 | The Last Stand                 | All Guns Blazing (Bonus Track)                          | 03:59     |
| 2019 | (Single)                       | Bismarck (+Musikvideo)                                  | 05:14     |
| 2019 | The Great War                  | The Future of Warfare                                   | 03:26     |
| 2019 | The Great War                  | Seven Pillars of Wisdom (+Musikvideo)                   | 03:02     |
| 2019 | The Great War                  | 82nd All the Way                                        | 03:31     |
| 2019 | The Great War                  | The Attack of the Dead Men                              | 03:55     |
| 2019 | The Great War                  | Devil Dogs                                              | 03:17     |
| 2019 | The Great War                  | The Red Baron                                           | 03:22     |
| 2019 | The Great War                  | Great War                                               | 04:28     |
| 2019 | The Great War                  | A Ghost in the Trenches                                 | 03:25     |
| 2019 | The Great War                  | Fields of Verdun (+Musikvideo)                          | 03:17     |
| 2019 | The Great War                  | The End of the War to End All Wars                      | 04:45     |
| 2019 | The Great War                  | In Flanders Fields                                      | 01:56     |
| 2021 | Livgardet                      | Livgardet (+Musikvideo)                                 | 04:36     |
| 2021 | Livgardet                      | The Royal Guard (+Musikvideo)                           | 04:38     |
| 2021 |                                | Defence of Moscow (+Musikvideo)                         | 04:09     |
| 2021 |                                | Steel Commanders (+Musikvideo)                          | 05:29     |
| 2021 | The War to End All Wars        | Christmas Truce (+Musikvideo)                           | 05:18     |
| 2022 | The War to End All Wars        | Soldier of Heaven (+Musikvideo)                         | 03:38     |
| 2022 | The War to End All Wars        | The Unkillable Soldier (+Musikvideo)                    | 04:11     |
| 2022 | The War to End All Wars        | Sarajevo                                                | 04:37     |
| 2022 | The War to End All Wars        | Stormtroopers                                           | 03:56     |
| 2022 | The War to End All Wars        | Dreadnought                                             | 04:58     |
| 2022 | The War to End All Wars        | Hellfighters                                            | 03:26     |
| 2022 | The War to End All Wars        | Race To The Sea (+Musikvideo)                           | 03:47     |
| 2022 | The War to End All Wars        | Lady Of The Dark (+Musikvideo)                          | 03:03     |
| 2022 | The War to End All Wars        | The Valley Of Death                                     | 04:13     |
| 2022 | The War to End All Wars        | Versailles                                              | 04:14     |
| 2022 | Weapons Of The Modern Age      | Father                                                  | 04:38     |
| 2023 | Stories From The Western Front | 1916 (+Musikvideo)                                      | 03:36     |
| 2023 | Heroes Of The Great War        | The First Soldier                                       | 04:04     |
| 2025 | Hords of Kahn                  | Templars (+Musikvideo)                                  | 04:18     |
| 2025 | Hords of Kahn                  | Hords of Kahn(+Musikvideo)                              | 05:51     |